# Jungia gracilis
Jungia gracilis là một loài thực vật có hoa trong họ Cúc. Loài này được Harling mô tả khoa học đầu tiên năm 1992.